# Aurano
Aurano (Vran in dialetto intrese) è un comune italiano di 111 abitanti della provincia del Verbano-Cusio-Ossola in Piemonte. Fa parte dell'unione montana di comuni Valgrande e del Lago di Mergozzo.

## Geografia fisica
Il comune è situato nel Verbano, nella Valle Intrasca superiore; parte del suo territorio è compresa nel Parco Nazionale della Val Grande, dove ricadono alcune vette auranesi, quali il Monte Zeda (2.156 m s.l.m.), il Pizzo Marona (2.051 m s.l.m.), la Cima Cugnacorta (1.894 m s.l.m.) e il Monte Vadà (1.836 m s.l.m.).

### Geologia
All'interno del Parco Nazionale Val Grande (nati con l’istituzione del Sesia-ValGrande Geopark), sono stati allestiti alcuni sentieri geologici, fra cui quello denominato La nascita di un continente, che si snoda quasi interamente nel territorio comunale di Aurano, fra Piancavallo (comune di Oggebbio) e il Monte Vadà: l'itinerario ha lo scopo di spiegare il processo di formazione della crosta continentale. Il sentiero presenta dei pannelli illustrativi, distribuiti su 7 step più uno introduttivo posto al Belvedere di Piancavallo e si snoda sulla Strada Cadorna. Le litologie che affiorano appartengono tutte all'unità litotettonica della Serie dei Laghi, dove affiorano Ortogneiss (Piancavallo e Monte Vadà, quest'ultimi occhiadini), Scisti dei Laghi (Pian d'Arla), Anfiboliti e Paragneiss (gneiss minuti e cenerigneiss).

## Storia
Il nome potrebbe derivare da un prediale in -anus dal nome personale romano Laberius o derivare direttamente dal nome Laberianus, da cui nel tempo è caduta la "i"
Memoria del passato sono i monumenti di pregio presenti nell'abitato del comune e nella sua frazione Scareno, oltre che la consistenza e la quantità degli alpeggi disseminati nell'intero territorio comunale. La storia di Aurano è legata strettamente alle vicende di Intra, poi frazione di Verbania, dalla cui pieve di San Vittore dipendeva fin dal tempo del Medioevo come territorio della Dagagna di San Martino, feudo della famiglia Moriggia.
Prova di questo secolare legame sono anche gli Statuta Burgi Intri, Pallantie, et Vallis Intraschae, le leggi promulgate da Gian Galeazzo Visconti nel 1393 con evidente riferimento ad un'unica comunità comprendente sia il vicino borgo di Pallanza, Intra e l'intera Valle Intrasca.
Come il vicino comune di Intragna, nel corso del XX secolo Aurano ha conosciuto un drastico spopolamento. Nel 1861 il paese contava 1 093 abitanti, perlopiù dediti alla pastorizia. La popolazione, attratta dalle più redditizie attività del fondovalle è andata riducendosi fino al punto di superare appena il limite delle 100 persone.

### Simboli
Il comune non ha ancora adottato uno stemma ufficiale. Tuttavia, in determinati ambiti, risulta in uso uno stemma non ufficiale, disegnato da terzi in maniera del tutto autonoma dall'amministrazione comunale, così blasonato:

## Monumenti e luoghi d'interesse

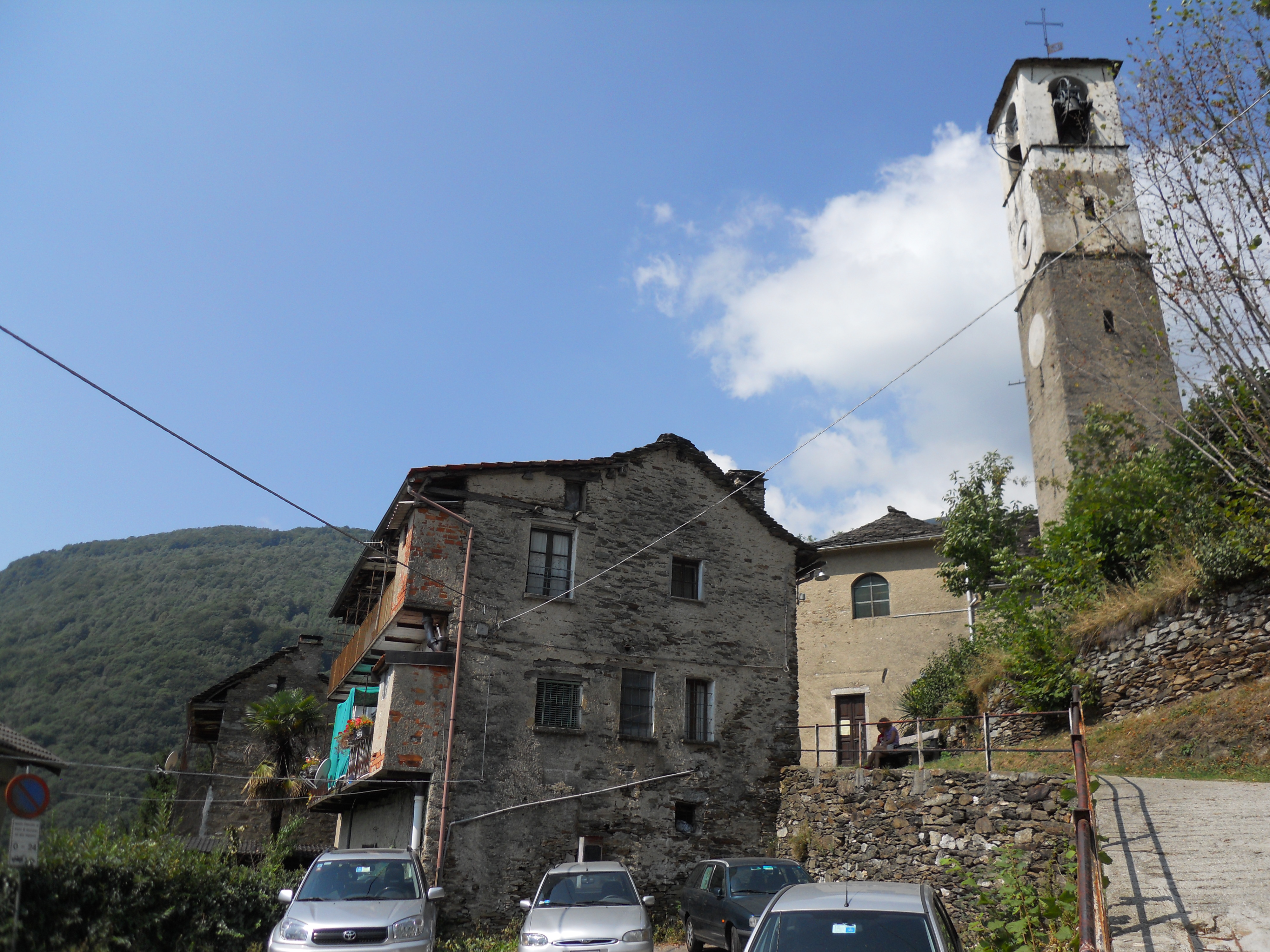
Il centro storico di Scareno, frazione di Aurano

Nucleo del borgo, abbarbicato su di un ripido sperone roccioso, si trova la settecentesca parrocchiale di San Matteo Apostolo, costruita sui resti di un precedente luogo di culto, demolito nel 1712. Dalla prima metà del XVIII secolo è anche il campanile, mentre risale ai primi dell'Ottocento la datazione delle cappelle laterali, del presbiterio e del coro. Un pronao a tre arcate ne disegna con forti toni la facciata; mentre sul sagrato, adiacente alla chiesa, il ricorrente elemento della colonna sormontata da una croce ricorda come, anche Aurano, sia stato colpito dalle grandi pestilenze del XVII secolo.
Nella frazione Scareno si trova la chiesa di San Michele, connubio tra l'essenzialità delle linee costruttive tipica dell'architettura montana e la ricchezza della decorazione interna.
Un terzo edificio di culto, il piccolo oratorio della Madonna del Rosario sorge a Piaggia, tipico maggengo prealpino, ha conservato praticamente immutata l'originaria architettura. Questo piccolo alpeggio è raggiungibile da Scareno soltanto a piedi, seguendo l'antica mulattiera.

## Società
Abitanti censiti

## Economia
Interessante meta turistica è la capanna Pian Vadà, all'interno del Parco della Val Grande, posta a 1711 m s.l.m. con 20 posti letto raggiungibile da Piancavallone.

## Amministrazione
Di seguito è presentata una tabella relativa alle amministrazioni che si sono succedute in questo comune.
| Periodo        | Periodo        | Primo cittadino | Partito                         | Carica  | Note  |
| -------------- | -------------- | --------------- | ------------------------------- | ------- | ----- |
| 24 aprile 1995 | 14 giugno 1999 | Ugo Pampalone   | centro                          | Sindaco | [ 7 ] |
| 14 giugno 1999 | 14 giugno 2004 | Loredana Brizio | lista civica                    | Sindaco | [ 7 ] |
| 14 giugno 2004 | 8 giugno 2009  | Loredana Brizio | lista civica                    | Sindaco | [ 7 ] |
| 8 giugno 2009  | 25 maggio 2014 | Davide Molinari | lista civica                    | Sindaco | [ 7 ] |
| 25 maggio 2014 | 27 maggio 2019 | Davide Molinari | lista civica Alpes              | Sindaco | [ 7 ] |
| 27 maggio 2019 | 10 giugno 2024 | Davide Molinari | lista civica Unire per cambiare | Sindaco | [ 7 ] |
| 10 giugno 2024 | in carica      | Davide Molinari | lista civica Unire per cambiare | Sindaco | [ 7 ] |